# Премия Ким Ир Сена
Премия имени Ким Ир Сена ( кор. 김일성상 / Kim Il Sung Prize ) — награда Корейской Народно-Демократической Республики, присуждаемая лицам и объектам, внесшим выдающийся вклад в различные области (включая здания, литературные и художественные произведения, а также научные и технологические достижения). Она была учреждена указом Президиума Верховного Народного Собрания Корейской Народно-Демократической Республики 20 марта 1972 года. Церемония награждения обычно проводится 15 апреля каждого года, и победители получают сертификат и золотую медаль.
За время существования Премии обладателями стали 34 человека, один из них 2 раза Ким Чен Ир в 1973 году и в 2012 году.

## Награждённые
Ким Чен Ир (1973,2012 (посмертно))